# Anacroneuria manauensis
Anacroneuria manauensis is een steenvlieg uit de familie borstelsteenvliegen (Perlidae). De wetenschappelijke naam van de soort is voor het eerst geldig gepubliceerd in 2001 door Ribeiro-Ferreira.